# اغمارة (أولاد الطاهر)
اغمارة هو دُوَّار يقع بجماعة مزراوة، إقليم تاونات، جهة فاس مكناس في المملكة المغربية. ينتمي الدوّار لمشيخة أولاد الطاهر التي تضم 15 دوار. يقدر عدد سكانه بـ 1131 نسمة حسب الإحصاء الرسمي للسكان والسكنى لسنة 2004.

## روابط خارجية
- البوابة الوطنية للجماعات الترابية
- المندوبية السامية للتخطيط